# Ranunculus pachycaulus
Ranunculus pachycaulus är en ranunkelväxtart som först beskrevs av Neuski, och fick sitt nu gällande namn av A.N. Luferov. Ranunculus pachycaulus ingår i släktet ranunkler, och familjen ranunkelväxter. Inga underarter finns listade i Catalogue of Life.